# Мађарска на Европском првенству у атлетици у дворани 1971.
Мађарска је учествовала на 2. Европском првенству у дворани 1971 одржаном у Софији, Бугарска, 14. и 15. марта. У другом учешћу на европским првенствима у дворани репрезентацију Мађарске представљало је 11 спортиста (5 мушкараца и 6 жена) који су се такмичили у 8 дисциплина,(4 мушке и 4 женске).
На овом првенству Мађарска је освојила прве медаље на европским првенствима у дворани, обе у скоку увис у мушкој конкуренцији. Најуспешније је био освајач прве златне медаљњ Иштван Мајор. Са једмом златном и једном бронзаном медаљом Мађарска је у укупном пласману заузела 6. место. од 13 земаља, које су на овом првенству освојиле медаље, односно 23 земље учеснице.
У табели успешности према броју и пласману такмичара који су учествовали у финалним такмичењима (првих 8 такмичара) Мађарска је са 6 учесником у финалу и 25 бодова заузела 8 место, од 21 земље које су имале представнике у финалу. На првенству су учествовале 23 земље чланице ЕАА. Једино Турска и Данска нису имале представнике у финалу.
| Плас. | Земља    | 1. место | 2. место | 3. место | 4. место | 5. место | 6. место | 7. место | 8. место | Бр. финал. - Бод. |
| ----- | -------- | -------- | -------- | -------- | -------- | -------- | -------- | -------- | -------- | ----------------- |
| 8.    | Мађарска | 1 − 8    | −        | 1 − 6    | −        | 1 − 4    | 2 − 6    | −        | 1 − 1    | 6 − 25            |

## Учесници
| Бр. | Дисциплина | Мушкарци                     | Жене                         | Укупно  |
| --- | ---------- | ---------------------------- | ---------------------------- | ------- |
| 1.  | 60 м       |                              | Ђерђи Балог Маргит Немешхази | 2       |
| 2.  | 800 м      |                              | Магдолна Кулчар              | 1       |
| 3.  | 3.000 м    | Лајош Мечер                  |                              | 1       |
| 4.  | Скок увис  | Иштван Мајор Ендре Келемен   | Магдолна Комка Ерика Рудолф  | 4       |
| 5.  | Скок удаљ  | Хенрик Калочај               |                              | 1       |
| 6.  | Троскок    | Золтан Цифра Хенрик Калочај* |                              | 1 (2)   |
| 7.  | Кугла      |                              | Ева Вереш                    | 1       |
|     | Укупно (7) | 5 (6)                        | 6                            | 11 (12) |

- Тачка уз име такмичара означава де је учествовао у више дисциплина.

## Освајачи медаља
- Злато

1. Иштван Мајор — Скок увис
- Бронза

1. Ендре Келемен — Скок увис

## Резултати

### Мушкарци
| Атлетичар      | Дисциплина | Лични рекорд | Квалификације | Квалификације | Полуфинале | Полуфинале | Финале   | Финале | Детаљи |
| Атлетичар      | Дисциплина | Лични рекорд | Резултат      | Место         | Резултат   | Место      | Резултат | Место  | Детаљи |
| -------------- | ---------- | ------------ | ------------- | ------------- | ---------- | ---------- | -------- | ------ | ------ |
| Лајош Мечер    | 3.000 м    |              | 8:07,1        | 4. у гр. 1 КВ |            |            | 8:06,2   | 5 / 15 |        |
| Иштван Мајор   | скок увис  |              |               |               |            |            | 2,17     |        |        |
| Ендре Келемен  | скок увис  |              | 2,17          |               |            |            |          |        |        |
| Хенрик Калочаи | скок удаљ  | 7,73         | 5,67          | 17. / 17      |            |            |          |        |        |
| Хенрик Калочаи | троскок    | 16,45        | 15,50         | 13. / 15      |            |            |          |        |        |
| Золтан Цифра   | троскок    | 16,35        | 15,50         | 13. / 15      |            |            |          |        |        |

### Жене
| Атлетичарка      | Дисциплина | Лични рекорд | Квалификације | Квалификације | Полуфинале | Полуфинале  | Финале                | Финале  | Детаљи |  |
| Атлетичарка      | Дисциплина | Лични рекорд | Резултат      | Место         | Резултат   | Место       | Резултат              | Место   | Детаљи |  |
| ---------------- | ---------- | ------------ | ------------- | ------------- | ---------- | ----------- | --------------------- | ------- | ------ |  |
| Ђерђи Балог      | 60 м       |              | 7,6           | 2. у гр. 4 КВ | 7,5        | 3 у пф 1 КВ | 7,5                   | 6 / 24  |        |  |
| Маргит Немешхази | 60 м       |              | 7,5           | 1. у гр. 1 КВ | 7,5        | 5. у пф. 2  | Није се квалификовала | 9 / 24  |        |  |
| Магдолна Кулчар  | 800 м      |              | 2:08,4        | 4. у гр. 1    |            |             | Није се квалификовала | 9 / 14  |        |  |
| Магдолна Комка   | скок увис  |              |               |               |            |             | 1,76                  | 8. / 13 |        |  |
| Ерика Рудолф     | скок увис  |              | 1,67          | 7 / 13        |            |             |                       |         |        |  |
| Ева Вереш        | кугла      |              | 14,98         | 10 / 11       |            |             |                       |         |        |  |

## Биланс медаља Мађарске после 2. Европског првенства у дворани 1970—1971.
|     | ЕП     |   |   |   |   |
| 1.  | 1970.  | 0 | 0 | 0 | 0 |
| 2.  | 1971.  | 1 | 0 | 1 | 2 |
| 1-2 | Укупно | 1 | 0 | 1 | 2 |
| --- | ------ | - | - | - | - |

|                                        | ЕП                                     |                                        |                                        |                                        |                                        |                                        |
| Није било вишеструких освајача медаља. | Није било вишеструких освајача медаља. | Није било вишеструких освајача медаља. | Није било вишеструких освајача медаља. | Није било вишеструких освајача медаља. | Није било вишеструких освајача медаља. | Није било вишеструких освајача медаља. |
| -------------------------------------- | -------------------------------------- | -------------------------------------- | -------------------------------------- | -------------------------------------- | -------------------------------------- | -------------------------------------- |

## Освајачи медаља Мађарске после 2. Европског првенства у дворани 1970—1971.
|    | Атлетичар/ка  | м | ж | ЕП       | Дисциплина |   |   |   |   | УП |
| -- | ------------- | - | - | -------- | ---------- | - | - | - | - | -- |
| 1. | Иштван Мајор  | м |   | 1971.    | скок увис  |   |   |   |   |    |
| 2. | Ендре Келемен | м |   | 1971.    | скок увис  |   |   |   |   | 9. |
|    | Укупно        | 2 | 0 | 1970—71. |            | 1 | 0 | 1 | 2 | 9. |